# Tiger Tyson
Tiger Tyson (nascido em 20 de maio de 1977) é um ator de cinema pornográfico gay americano, modelo e diretor de filmes pornô gay. Ele também trabalhou como acompanhante masculino e dançarino gogo, e apareceu em numerosas publicações sobre temas gays. Tyson, que é descendente de afro-americanos e porto-riquenhos, é conhecido por sua grande doação e estilo sexual agressivo diante das câmeras.

## Carreira
Tyson começou sua carreira em pornografia aos 19 anos depois de cumprir catorze meses de prisão por roubo de carros. Recrutado por um amigo e colega dançarino em um clube gay, Tyson foi apresentado no filme de 1997, Sweatin 'Black, com o diretor Enrique Cruz. Pouco tempo depois, Tyson estrelou seu filme inovador, Tiger's Brooklyn Tails. Depois de atuar como ator no Latino Fan Club, Tyson deixou a indústria da pornografia em 1999, mas rapidamente retornou em 2000 para formar sua própria produtora, a Tiger Tyson Productions. Ele anunciou sua aposentadoria em 2004, mas novamente mudou de ideia após o sucesso de Take 'Em Down.
Tyson foi co-fundador da Pitbull Productions em 2003, e foi sua estreia principal durante anos. Ele apareceu em dezenas de filmes pornográficos e dirigiu muitos outros. Ele foi introduzido no Hall da Fama GayVN em fevereiro de 2008.
Ele insistiu que nunca entraria no filme.

## Filmografia
- In The Heat (Pitbull Productions)
- Sweatin' Black (LaMancha Video)
- The Show, Parts 1 & 2 (Pitbull Productions)
- Take 'em Down 1, 2, 3 & 4 (Pitbull Productions)
- The Way You Like It (Tiger Tyson Productions)
- Tiger's Brooklyn Tails (LaMancha Video)
- Tiger Tyson's Eiffel Tower - Paris Is Mine (Pitbull Productions)
- Tiger Tyson Secrets (Pitbull Productions)
- Tiger Tyson Steel Curtain (Pitbull Productions)
- Tiger Untamed (Latino Fan Club)
- Tiger Tyson Strikes Back (Pitbull Productions)